# Тампере Юнайтед
«Тампере Юнайтед» — финский футбольный клуб. Выступал в Veikkausliiga, высшей футбольной лиге Финляндии. Клуб базируется в городе Тампере. В апреле 2011 года был лишён профессиональной лицензии за участие в договорных матчах.

## История
Клуб был основан в июле 1998 года. Изначально планировалось объединить местные клубы «Ильвес» и ТПВ в одну целую команду. Вскоре «Ильвес» был расформирован из-за финансовых проблем, а «Тампере Юнайтед» занял его место в лиге под названием «Юккёнен». В сезоне 2000 года они заняли шестое место в лиге. В своем третьем сезоне 2001 года они выиграли чемпионат Финляндии.

## Достижения
- Чемпион Финляндии: 2001, 2006, 2007
- 3-е место в чемпионате Финляндии: 2003, 2004, 2005
- Обладатель Кубка Финляндии: 2007
- Финалист Кубка Финляндии: 2001, 2009
- Обладатель Кубка финской лиги: 2009